# ソロモン諸島沖地震 (2013年)
ソロモン諸島沖地震（ソロモンしょとうおきじしん）は、2013年2月6日にソロモン諸島近海で発生した地震である。

## 概要
発生は2013年2月6日現地時間12時12分（日本時間10時12分）。震源はソロモン諸島東部のサンタクルーズ諸島沖で、震源の深さは28.7km。マグニチュードは8.0という巨大地震であった。太平洋プレートの下にインド・オーストラリアプレートが沈み込むプレート境界型地震と推定され、2013年1月以降、本地震の前震とみられるマグニチュード4.0以上の地震が40回以上観測されている。
名古屋大学地震火山研究センターは、国際的な地震観測網であるIRIS(Incorporated Research Institution for Seismology) のデータを利用し以下のように解析した。
- 右横ずれ断層の地震
- 地震モーメント : Mo  =  5.4 * 1020 Nm  (Mw = 7.8)
- 破壊継続時間（主破壊） : T  =  40 s
- 深さ : H =  20 km
- 最大滑り量 : Dmax =  3 m

## 津波
太平洋津波警報センターは、ソロモン諸島、バヌアツ、ナウル、パプアニューギニア、ツバル、ニューカレドニア、コスラエ島、フィジー、キリバス、ウォリス・フツナに津波警報を発令した。
テモツ州ラタ（ネンドー島）では91cmの津波が観測されたほか、バヌアツやニューカレドニアでも30 - 70cmの津波が観測された。最大の津波は少なくとも1.5m以上であり、東北地方太平洋沖地震以後の最大の津波となった。日本の気象庁では14時41分、北海道から九州にかけての太平洋沿岸および小笠原諸島、沖縄県などに津波注意報を発表、18時14分に小笠原諸島の父島で20cm、20時27分に八丈島で40cmの津波を観測した。羽鳥徳太郎によれば、津波マグニチュードは、m = 2 と計算され地震規模と比べ標準的であった。また、ニューカレドニアなどの震源南方の島々で大きく、東西方向の断層が大きく変動したと考えられる。

## 日本において観測された津波
前述した通り、日本の太平洋沿岸の広い範囲にも、津波注意報が発表され、各地で微弱の津波が観測された。津波注意報が発表されなかった地域でも、わずかな津波を観測した地域がある。それらの津波の高さは次の通り。
| 津波予報区の名称                          | 予報区内で観測された津波の高さ |
| ----------------------------------------- | ------------------------------ |
| 伊豆諸島                                  | 40cm                           |
| 岩手県                                    | 35cm                           |
| 高知県                                    | 25cm                           |
| 奄美群島・トカラ列島                      | 25cm                           |
| 宮城県                                    | 24cm                           |
| 鹿児島県東部                              | 22cm                           |
| 北海道太平洋沿岸中部                      | 20cm                           |
| 福島県                                    | 20cm                           |
| 和歌山県                                  | 20cm                           |
| 小笠原諸島                                | 19cm                           |
| 静岡県                                    | 19cm                           |
| 宮崎県                                    | 19cm                           |
| 徳島県                                    | 17cm                           |
| 千葉県内房                                | 16cm                           |
| 茨城県                                    | 15cm                           |
| 相模湾・三浦半島 (津波注意報は出ていない) | 15cm                           |
| 愛知県外海                                | 15cm                           |
| 種子島・屋久島地方                        | 15cm                           |
| 三重県南部                                | 14cm                           |
| 北海道太平洋沿岸東部                      | 13cm                           |
| 青森県太平洋沿岸                          | 10cm                           |
| 千葉県九十九里・外房                      | 10cm                           |
| 沖縄本島地方                              | 9cm                            |
| 宮古島・八重山地方                        | 7cm                            |
| 大東島地方 (津波注意報は出ていない)       | 3cm                            |

## 被害
ネンドー島ラタの病院関係者によると、津波により高齢者4人と子供1人が死亡した。オーストラリア放送協会は、緊急事態当局への取材により、3つの村が破壊されたと報じた。